# غشا

غِشا یا مِمبران (به انگلیسی: Membrane) به معنای پوسته است. غشا دارای نفوذپذیریِ انتخابی است که مانند سد عمل می‌کند. یکی دیگر از کاربردهای آن رفع ابهام از فرایندهای غشایی است.
در کل، به هر نوع پوسته یا پردهٔ نازک و تراوا یا نیمه‌تراوا گفته می‌شود. غشای پلاسمایی در پزشکی، میکروبیولوژی، فیزیولوژی یاخته‌ای و زیست‌شیمی به پوستهٔ نازک یاخته‌ها که یک دولایهٔ فسفولیپیدی است و به‌عنوان مرز میان ساختارهای گوناگون یاخته‌ای عمل می‌کند، گفته می‌شود.
غشاها برای جداسازی محلول‌ها یا مخلوط گازها کاربرد دارند، که بسته به خواص غشا، اعم از استحکام، محافظ تکیه‌گاه، مواد تشکیل‌دهنده می‌تواند کاربردهای گوناگونی داشته باشد.

## کارکرد غشا
پوششی همهٔ یاخته‌ها را احاطه می‌کند. این پوشش غشای یاخته (غشای پلاسمی) نامیده می‌شود.
غشا ضمن محافظت از یاخته ورود و خروج مواد را نیز تنظیم می‌کند. غشا نفوذ پذیری انتخابی دارد:یعنی فقط به مواد مورد نیاز یاخته اجازه ورود می‌دهد و مواد زائد را از یاخته خارج می‌کند.
از قرن هجدهم مفهوم غشا شناخته شده‌است و اما تا پایان جنگ جهانی دوم در بیرون از آزمایشگاه این واژه خیلی کم مورد استفاده قرار گرفته‌است. در زمان جنگ در اروپا ذخایر آب آشامیدنی به خطر افتاد به همین دلیل از فیلتر غشا برای تست ایمنی مورد استفاده قرار گرفت. با توجه به عدم اطمینان و همچنین هزینه‌های بالا موجب شد که از غشا به‌طور گسترده‌ای استفاده نشود
اولین استفاده از غشا در مقیاس وسیع در استفاده از فناوری میکروفیلتراسیون و تصفیه به‌طور پیشرفته‌ای بود از سال ۱۹۸۰ این فرایند جداسازی همراه با الکترودیالیز در کارخانجات بزرگ و امروزه نیز در شرکت‌های بزرگ از آن استفاده می‌کنند. درجهٔ نفوذپذیری غشا به اندازهٔ منافذ غشا بستگی دارد. بسته به اندازه منافذ می‌توانیم به صورت میکرو فیلتراسیون (MF) اولترافیلتراسیون (UF)، نانو فیلتراسیون (NF) طبقه‌بندی کرد و همچنین به روش اسمزی غشا هم اشاره کرد.
غشا و فرایندهای غشایی همچنین می‌تواند ضخامت‌های مختلف با ساختار همگن یا ناهمگن باشد. همچنین می‌تواند خنثی یا باردار باشد و انتقال ذرات می‌تواند به صورت فعال یا غیرفعال باشد. در حالت دوم فرایند غشا می‌تواند با فشار، غلظت، مواد شیمیایی و شیب الکتریکی باشد. غشا را می‌توان به‌طور کلی به غشا مصنوعی و غشاهای بیولوژیکی طبقه‌بندی کرد.

## طبقه‌بندی فرایندهای غشایی

### میکرو فیلتراسیون(MF)
ذرات بزرگتر از ۰/۰۸ الی ۲ میکرومتر را حذف می‌کند و در محدوده (۷–۱۰۰)کیلو پاسکال فعالیت می‌کند میکرو فیلتراسیون به منظور حذف مواد جامد معلق باقی‌مانده‌استفاده می‌شود و حذف باکتری را به منظور ضدعفونی کردن مؤثّر آب و همچنین به عنوان یک روشی برای جلوگیری از اسمز انجام می‌دهد. تحوّلات اخیر در مورد بیو راکتورهای غشایی است که میکرو فیلتراسیون و راکتور را برای درمان بیولوژیکی ادغام کرد.

### اولترا فیلتراسیون(UF)
ذرات بزرگتر از ۰/۰۰۵ الی ۲ میکرومتر را حذف می‌کند و در محدودهٔ ۷۰ الی ۷۰۰ کیلو پاسکال فعّالیّت می‌کند. اولترا فیلتراسیون‌ها برای بسیاری از برنامه‌های کاربردی مانند فیلتراسیون استفاده می‌شود. برخی از غشاهای اولترا فیلتراسیون‌ها برای حذف ترکیبات محلول با وزن مولکولی بالا مانند: پروتئین‌ها و کربوهیدرات‌ها استفاده شده‌است. همچنین آن‌ها قادر به حذف ویروس‌ها و برخی از آندوکسین‌ها هستند.

### نانوفیلتراسیون(NF)
همچنین به عنوان شل‌کننده شناخته شده و می‌تواند ذرات کوچکتر از ۰/۰۰۱ میکرومتر را عبور دهد و برای حذف ترکیبات محلول از فاضلاب استفاده می‌شود. NF در درجهٔ اول به عنوان یک فرایند نرم کردن غشا ارائه شد که یک جایگزین برای نرم شدن مواد شیمیایی توسعه یافته‌است، به همین ترتیب نانوفیلتراسیون را می‌توان به عنوان یک پیش درمان قبل از ضایعات اسمزی به کار گرفت.
اهداف اصلی NF قبل از درمان عبارتند از:
1. به حداقل رساندن ذرات و رسوب میکروبی از غشا با برداشتن کدورت‌ها و باکتری‌ها
2. جلوگیری از پوسته پوسته شدن با برداشتن یون‌های سخت
3. کاهش فشار از روند RO با کاهش مواد جامد محلول درآب

### اسمز معکوس(RO)
معمولا برای نمک زدایی آب استفاده می‌شود و همچنین برای ترکیبات محلول در فاضلاب باقی‌مانده پس از درمان پیشرفته با میکروفیلتراسیون مورد استفاده قرار می‌گیرد و یون‌ها را حذف می‌کند و نیاز به فشار بالا برای تولید آب مقطر دارد. (۷۰۰–۸۵۰)

## وظیفه غشا
غشا ضمن محافظت از سلول ورود و خروج مواد را نیز کنترل می‌کند. این غشا مانند یک صافی نیست که مواد را بر اساس اندازه عبور دهد بلکه نفوذپذیری انتخابی دارد؛ یعنی فقط به مواد مورد نیاز سلول اجازه ورود می‌دهد و مواد زائد و ترشحی را از سلول خارج می‌کند. غشای سلول عمدتاً از لیپید (چربی) ساخته شده‌است همچنین انواعی از مولکول‌های پروتئین و کربوهیدرات (قند) نیز در این غشا وجود دارد.
غشای نیمه تراوا-غشای نیمه متخلخل:
غشای نیمه تراوا فقط به بعضی از ملکول‌ها اجازه عبور از خود را می‌دهد. این غشا سلول‌های گیاهی یا جانوری را در بر می‌گیرد و به آن‌ها این امکان را می‌دهد که مواد غذایی را بگیرند و محصولات زائد را دفع کنند. غشا ماده آبکی سلول را حفظ می‌کند و معمولاً به سلول شکل می‌دهد غشای نیمه تراوا لایه‌ای بسیار نازک و انعطاف‌پذیر است. مولکول‌های بسیار بزرگ-نظیر پروتئین ها-نمی‌توانند از غشا عبور کنند و به درون سلول راه یابند مولکول‌های کوچکتر موجود در خون راهشان را از درون سوراخ‌های ریز غشای نیمه تراوا می‌یابند در حالی که ملکول‌های بزرگتر امکان عبور ندارند. مولکول‌ها از طریق دیفیزیون (پخش) و اسمز از غشا عبور می‌کنند.
در پالایشگاه‌ها برای جداسازی هیدروکربن‌های خطی از غیر خطی جهت بهبود عدد اکتان خروجی از واحد آلکیلاسیون به کار می‌رود.
غشاها را می‌توان از مواد مختلفی ساخت. به‌عنوان اوّلین طبقه‌بندی، غشاها را می‌توان به دو گروه غشاهای بیولوژیکی و سنتزی تقسیم نمود. غشاهای بیولوژیکی برای زندگی بر روی زمین ضروری هستند. هر سلول زنده با یک غشا احاطه شده‌است، اما این غشاها اساساً از نظر ساختار و عملکرد با غشاهای سنتزی متفاوت هستند.
غشاهای سنتزی را می‌توان در دو گروه زیر تقسیم‌بندی نمود:
- غشاهای پلیمری
- غشاهای غیر آلی

اولین استفاده از غشا در مقیاس بزرگ در استفاده از فناوری میکروفیلتراسیون و تصفیه پیشرفته بوده‌است.